# ギャラクシーフォース
『ギャラクシーフォース』（GALAXY FORCE）は、セガ・エンタープライゼス（現在のセガ）が開発したシューティングゲーム。日本では1988年4月にアーケードゲームとして稼働を開始した。キャッチコピーは「宇宙への招待状 全身・銀河へ!」 
その後、同年7月ゲームバランスを見直し(いわゆる永久パターン対策など)、様々な要素をバージョンアップした『ギャラクシーフォースII』（GALAXY FORCE II）が稼働を開始。キャッチコピーは「戦慄が銀河を走る」。
アーケード版のシステム基板は両バージョンとも同社製の「Yボード」を使用している。
後にさまざまな家庭用ゲーム機に移植されている。それらの詳細は#移植版の節を参照。 

## 概要
アーケードゲームならではの高機能なスプライトの拡大縮小などを備えた基板を活用し、2次元グラフィックスで擬似的に3次元の奥行きを表現（疑似3D）した体感ゲーム。当時のAM1研が開発した。
アーケード版はゲーム誌『ゲーメスト』の企画「第2回ゲーメスト大賞」（1988年度）で、読者投票により大賞9位を獲得した他、ゲーメストムック『ザ・ベストゲーム』では第50位を獲得した。

### ギャラクシーフォース
セガの体感ゲーム第6弾にあたり、Yボードを使用した初作（第1作目）でもある。水平方向に360度回転する専用の大型筐体でリリースされた。
日本国内では、ほとんどの本作の筐体が『II』の稼働開始をもって『II』にコンバージョン（入れ替え）された。このためか、本作は基板を含めて現存が確認されておらず、家庭用ゲーム機への移植も、海外でのみ販売されたセガ・マスターシステム版が唯一である。

### ギャラクシーフォースII
全4面で構成されていたシーン（ステージ）は合計6面と改められ、シーン内の構成もシーンAを除き、二部構成となった。各シーンの内容も大きく改められ、さらに最終シーンを除く全5シーンのうち、任意のシーンからゲームを開始できるようになった。また従来画面内に一発だったミサイルも、4発同時発射が可能となった。エンディングも追加されている（#音楽の副節も参照）。

## ゲーム内容

### システム
自機の後方から画面を見た、『スペースハリアー』（1985年）や『アフターバーナー』（1987年）と同様の画面構成の（疑似）3Dシューティングゲームである。画面のほとんどは大量のフレームバッファ式によるスプライトで表現されている。
本作は宇宙を舞台にしており、開始シーン(ステージ、面)を選択できる5つの惑星シーンと、最終シーン、合計6シーンが有る（ギャラクシーフォースIIの場合。1作目については全4シーン、開始シーン選択不可。その他下記参照）。
シーンは巨大宇宙戦艦の登場するシーンA、人工惑星「メガリオン」、プロミネンスをくぐり抜けつつ戦うシーンB、火山惑星「アシュタル」、大きな滝と緑の特徴的なシーンC、植物惑星「マルクランド」、竜巻の登場するシーンD、砂の惑星「サラ」、雲上で超巨大戦艦と蛇状の大型敵機との空中戦を行なうシーンE、雲の惑星「オルセア」、最終シーンであるシーンF、異次元空間「ハイパースペース」。バリエーションに富んだオープニングが用意されている。なお、シーンFのみ、オープニングが存在しない。
シーンは屋外と要塞内で構成されている。要塞内では通路が曲がりくねっており、壁に接触するとダメージを受ける。
自機のエネルギーが0になるとゲームオーバーとなる。これは敵の攻撃を受けた場合や障害物に接触した時のみならず、道中、自然に減少していく。しかし、チェックポイント及びシーンクリア時に、それまでに撃破した敵機の数に見合ったエネルギーが補充される。
効率よく敵機を撃破するためには速度を落とさねばならない一方、あまり時間をかけすぎていてはエネルギーの自然減少が馬鹿にならない。速度によるエネルギー管理は、このゲームの重要なファクタと言える。
なお、ゲーム開始時には自機にシールドが装備されており、敵の攻撃によるエネルギー減少をある程度緩和するが、被弾する度に耐久力が減少して行き、最後には消滅してしまう。これを回復する手段は無い。
シールドの無い状態で被弾すると自機の一部が破損してスパークの散る演出が見られる。ただし、ゲーム進行上の変化は無い。

### 操作方法
右手のアナログ式ジョイスティックで自機の上下・左右移動を行い、左手のスロットル・レバーで速度の調整を行う。
武装はショット、ミサイルの2種。右手のジョイスティックのボタンで発射する。両者ともに、弾数は無制限。
ショットは自機の前方に発射される、いわゆる普通のショットである。
ミサイルはロックオンした敵機を自動的に追尾し、破壊する。同時に4機までの敵機をロックオンし、一斉攻撃が可能。
ステージ途中で現れる支援機から放出される「パワーアップパーツホルダー」とドッキングが自動的に行われて一時的にパワーアップし、一定弾数の間だけ6機までロックオンできるようになる。

### 筐体のバリエーション
スーパーデラックス
俗に「360度回転する」といわれるのはこの筐体である。実際は、前後15度傾斜、左右はそれぞれ335度、計670度回転する。ただし、この回りすぎるため回転部周辺を通る配線が大変痛み易く、よく故障が発生していた。また、筐体のヘッドホン端子にヘッドホンを接続しているとやがてヘッドホンが壊れてしまう。
クロームメッキされたパイプをロールケージ状に配した筐体である。
筐体価格は、当時の時価で500万円前後とされる。
参考プレイ料金は1ゲーム300円で、500円の連続投入で2ゲーム。通常のビデオゲームが1プレイ100円、大型筐体ゲームであれば100円 - 200円程度が一般的だった当時としては「超破格値」である。
デラックス
筐体の大部分がプラスチック成形になっており、モニタも小型化され、スーパーデラックス筐体より小ぶりになっている。左右方向への回転角が限られるなど、多少、筐体の機能が制限されている。
筐体価格は、当時の時価で約330万円程度とされる。プレイ料金は、200円設定が大半だった。
アップライト
欧米でよくあるアップライト筐体のスタイルになっている。主に海外向けで、国内では見かけなかった。東京ディズニーランドには、TDL指定デザインの筐体にコンバートした上で、アップライト版が稼動していた。一部、通常のビデオゲーム筐体に内蔵している事例があるとされるが、これは、アップライト筐体をベースに製作したと推測される。
筐体価格は、当時の価格体系からすると100万円～200万円程度と推測される。
なお、筐体の違いによるゲーム内容の違いなどは無い。

## ストーリー
舞台は銀河系のジュノス星系。美しいこの星系が「第四帝国」の侵略に晒されている。宇宙連邦はこの事態を収拾すべく、オペレーション「GALAXY FORCE」を発動した。

## 移植版
前述のとおり、「セガ・マスターシステム」版を除き、全て『II』としての移植。
| No. | タイトル                                                                                       | 発売日                                           | 対応機種                                                     | 開発元                | 発売元                | メディア | 型式                                                                           | 売上本数 | 備考                                              |
| --- | ---------------------------------------------------------------------------------------------- | ------------------------------------------------ | ------------------------------------------------------------ | --------------------- | --------------------- | --- | ------------------------------------------------------------------------------ | -------- | ------------------------------------------------- |
| 1   | Galaxy Force                                                                                   | 1989年10月 1989年                                | セガ・マスターシステム                                       | セガ第二研究開発部    | アクティビジョン セガ | ロムカセット | 29001                                                                          | -        |                                                   |
| 2   | Galaxy Force II                                                                                | 1990年                                           | Amstrad CPC Atari ST コモドール64 ZX Spectrum                | アクティビジョン      | アクティビジョン      | フロッピーディスク | -                                                                              | -        |                                                   |
| 3   | ギャラクシーフォースII                                                                         | 1991年3月1日                                     | FM TOWNS                                                     | CSK総合研究所         | CSK総合研究所         | CD-ROM | HMB-168                                                                        | -        |                                                   |
| 4   | ギャラクシーフォースII                                                                         | 1991年9月13日 1992年2月 1992年                   | メガドライブ                                                 | CSK総合研究所         | CSK総合研究所 セガ    | 8メガビットロムカセット                                                                                                  | T-68013 1133 1133-50                                                           | -        |                                                   |
| 5   | SEGA AGES ギャラクシーフォースII                                                               | 1998年7月2日                                     | セガサターン                                                 | Appaloosa Interactive | セガ                  | CD-ROM | GS-9197                                                                        | -        |                                                   |
| 6   | セガエイジス2500シリーズVol.30 ギャラクシーフォースII スペシャル エクステンデッド エディション | 2007年7月26日                                    | PlayStation 2                                                | M2                    | セガ                  | CD-ROM | SLPM-62766                                                                     | -        |                                                   |
| 7   | ギャラクシーフォースII                                                                         | 2008年6月2日                                     | iアプリ                                                      | セガ                  | セガ                  | ダウンロード （★ぷよぷよ！セガ）                                                                                         | -                                                                              | -        |                                                   |
| 8   | ギャラクシーフォースII                                                                         | 2009年2月3日 2009年5月1日 2009年5月11日          | Wii                                                          | CSK総合研究所         | セガ                  | ダウンロード （バーチャルコンソール）                                                                                    | -                                                                              | -        | メガドライブ版の移植 2019年1月31日 配信・販売終了 |
| 9   | ギャラクシーフォースII                                                                         | 2010年9月13日                                    | Windows                                                      | セガ                  | セガ                  | ダウンロード (Steam) | 34310                                                                          | -        |                                                   |
| 10  | セガエイジス2500シリーズVol.30 ギャラクシーフォースII スペシャル エクステンデッド エディション | 2013年6月19日                                    | PlayStation 3 PlayStation Portable (PlayStation Network)     | M2                    | セガ                  | ダウンロード （ゲームアーカイブス）                                                                                      | NPJD-00037                                                                     | -        |                                                   |
| 11  | セガ3D復刻プロジェクト 3D ギャラクシーフォースII                                               | 2013年7月24日 2013年12月12日 2012年12月12日      | ニンテンドー3DS                                              | M2                    | セガ                  | ダウンロード | -                                                                              | -        |                                                   |
| 12  | セガ3D復刻アーカイブス2                                                                        | 2015年12月23日 2016年4月26日                     | ニンテンドー3DS                                              | セガ M2               | セガ                  | 3DSカード ダウンロード                                                                                                   | -                                                                              | -        |                                                   |
| 13  | Sega Genesis Classics                                                                          | 2018年5月29日 Switch 2018年12月7日 2018年12月6日 | Linux macOS PlayStation 4 Xbox One Nintendo Switch           | d3t セガ              | セガ                  | ダウンロード (Steam、PlayStation Store、 Microsoft Store、 ニンテンドーeショップ) BD-ROM Nintendo Switch専用ゲームカード | PS4: CUSA-10828 CUSA-09771 XBO: INL-SE10663080 Switch: HAC-P-AQGKB HAC-P-AQGKA | -        | メガドライブ版の移植                              |
| 14  | 龍が如く7外伝 名を消した男                                                                     | 2023年11月9日                                    | PlayStation 4 PlayStation 5 Xbox One Xbox Series X/S Windows | セガ第一CS研究開発部  | セガ                  | BD-ROM ダウンロード | PS4 PLJM-17288 PS5 ELJM-30348                                                  | -        | マスターシステム版の移植 ミニゲームとして収録     |
| 15  | 龍が如く8外伝 Pirates in Hawaii                                                                | INT 2025年2月21日                                | PlayStation 4 PlayStation 5 Xbox One Xbox Series X/S Windows | セガ第一CS研究開発部  | セガ                  | BD-ROM ダウンロード | -                                                                              | -        | マスターシステム版の移植 ミニゲームとして収録     |

セガ・マスターシステム版
日本未発売であるが、開発自体は日本で行なわれた。このせいなのかセガ非公認のカートリッジ変換アダプターを使えば 、国内販売版セガ・マスターシステム（SMS）でもプレイ出来る可能性がある。成功すれば、国内版SMSやセガ・マークIIIの周辺機器に内蔵しているFM音源に対応したゲーム音楽を聴きながらプレイ出来る。
4面クリア後にラスボスとの戦闘があり、ラスボスをクリアすると母船に着艦。1作目の移植ではあるが家庭用独自アレンジとしてエンディングが付け加えられている。なおコンティニューをしていると着艦に失敗して機体は炎上、このエンディングが見られないというオチがある。
メガドライブ版
音楽のプログラミングは電気グルーヴに加入する前の砂原良徳が担当している。
便利なオートショットに加えて、甘いロックオン範囲で敵をまとめて撃破しやすく、疑似3Dシューティングの面白さがダイレクトに伝わるという評価がレトロゲーム論評界隈では一般的である。マイコンソフトのアナログジョイパッド「XE-1AP」「AE1-EX」に対応しており、接続してオプションでアナログ操作を有効化すれば、アーケード版ほどの繊細なものではないがアナログ操作が可能。
2009年2月3日から2019年1月31日までWii版バーチャルコンソールで配信されていた。
FM-TOWNS版
BGMがCD-DAとなり過剰なまでのアレンジがされている。鳳芳野のナレーションの入ったプロローグストーリーのヴィジュアルデモを新規に収録。効果音は砂原良徳が担当している。シャープ製のアナログジョイスティック「サイバースティック」に対応。難易度選択等が可能となっている。アーケード版と同じく画面はスプライトでの構成だがゲーム画面（表示領域）は小さくなっている。背景の傾きや回転等の演出は一部の場面を除いて削除された。またキャラクターの拡縮パターンが異様に少なく遠方のオブジェクトは表示されず近距離にいきなり出現するため奥行き感がなくなっている。
セガサターン版
ハード性能の大幅な向上もあり細かな差異は多少あるが過去に移植された機種のものに比べ格段に忠実な移植を実現している。セガマルチコントローラーに対応しておりアナログ操作が可能。余談ではあるが当時アフターバーナーⅡやアウトランをセガサターンに完全移植していたゲームのるつぼが、ハードウェア性能の限界からギャラクシーフォースとパワードリフトの移植の依頼を断ったと言われている。
PlayStation 2版
この世代のゲーム機以降より、アーケード版を「完全移植」したという表現が適切なレベルとなった。（アーカイブ的な趣旨から、メガドライブ版とマスターシステム版も収録している）移植はM2社が担当。
さらにゲーム性はそのままでグラフィックをリニューアル（高解像度化、16:9対応、エフェクトの半透明処理、フレームレートの向上等）した「NEO CLASSIC」モードを搭載した。
2013年6月19日より、PlayStation 2アーカイブスで配信されている。
ニンテンドー3DS版
ダウンロード専売ソフトとして配信。初の携帯ゲーム機移植にしてセガの「3D復刻プロジェクト」第6弾タイトルでもあり、裸眼立体視に対応。PS2版の移植も手がけたM2社が前年に開発した3DS版『3D スペースハリアー』同様、自キャラの動作に合わせて映像がローテートする「ムービング筐体モード」や実際の筐体から発せられた機械音を再現する環境音設定などの多彩なオプションを搭載。このほか3DSの周辺機器である拡張スライドパッドを3DSに装着している場合はアーケード筐体に準拠した、右手で自機移動、左手でスロットル調整という操作も可能となる。
なお、HOME画面でのゲーム選択時に上画面に表示される3Dアイコンはスーパーデラックスタイプ筐体の3Dモデルを使用している。
2015年12月23日発売の『セガ3D復刻アーカイブス2』にも収録される。

## 音楽
サウンドチップはYM2151（FM音源のOPM）とPCM。
『サンダーブレード』（1987年）と同じく、限られたPCM音源がリズムの他にベースパートにも割り当てられ、その独特のチョッパー奏法を駆使したベースラインが好評を博した。作曲者はファンキーK.H（林克洋）とPRITTY.K.N（並木晃一）。ちなみに、YM2151出力の音声出力の、右チャンネルと左チャンネルが逆になっていた。

### エンディング楽曲について
先述したとおり『II』からゲームクリア後にエンディングが流れるようになったが、アーケード版では楽曲が無く、無音のままでGAME OVERとなる。『II』の稼働全盛期にポニーキャニオン(サイトロン・レーベル)がリリースした、ゲーム映像を収録したビデオソフト「G.S.V.ギャラクシーフォース」のエンディングでは楽曲が流れるが、これは本来シーン3(植物惑星マルクランド)のBGMにおいてイントロダクションとする予定だったが未使用となっていたメロディーパートを流用したものである。家庭用の移植版でも、既存楽曲をアレンジしてエンディングに流しているものもある（一例としてメガドライブ版はシーンAのアレンジ楽曲が使われている）
後にリリースされたPS2版の「NEO CLASSIC」と3DS版「スペシャル」では、アーケード版の楽曲を手掛けた並木晃一が自ら新規に作った曲「ENDING」が、タイトルとおりエンディングに流れる。（なお先述した未使用楽曲もオプションで選択すればシーンCのBGMでイントロとして流れる）

## スタッフ
アーケード版
- デザイナー：8940 KON、LOVELY MAS、ITTEN、KAJINOMOTO
- 企画：TAKOYAKI TOMO
- プログラマー：JUSTICE 10 JOE、NANNO KAWA、RADICAL YOKO、BAD BOY 3284
- 音楽：FUNKY Q CHAN（林克洋）、NAMI-NAMI（並木晃一）
- スペシャル・サンクス：SEA MONKEY KAWA、100 KG MIYA、STEPAN HON、POCHI
- スペシャル・ノーサンクス：IPPO OGAPI

SEGA MASTER SYSYSTEM版
- コ・プロデューサー、コ・コーディネーター：K.MUURA
- コーディネーター：K.YAMA
- デザイナー：Y.SADAMONY（貞森康毅）
- サウンド：K.TUKAARA（塚原啓介）
- アシスタント・プログラマー：S.FUJIDA、M.SAKADA、M.YAMAMO
- アシスタント・デザイナー：N.ICHIKUWA、Y.YAMAKUCHI（山口恭史）、T.KAWAKUCHI（かわぐちたかこ）、K.SASAKE（佐々木浩一）
- プログラマー、エグゼクティブ・プロデューサー：K.TANY

メガドライブ版
- プロデューサー：しみずともゆき
- ディレクター：いわいまさよし
- プログラマー：鯨井亨
- エネミー・アルゴリズム、マップ：いけがみしゅういち
- サウンド・データ：砂原良徳
- データ&ツール：いしだゆきひろ
- マップ・コンストラクション（ステージ5）：いけべはじめ
- 音楽、効果音：曳地正則 (CUBE)
- カラー・コーディネーター：くれまつじろう
- 広報：千綿啓介、ひらいのりあき

## 評価
アーケード版
- ゲーム誌『ゲーメスト』の企画「第2回ゲーメスト大賞」（1988年度）で、読者投票により大賞9位を受賞している[15]。その他に、ベストシューティング賞で6位、ベストVGM賞で5位、ベストグラフィック賞で2位、年間ヒットゲームで21位を受賞している[15]。

- 1991年にそれまで稼働されていたアーケードゲーム全てを対象に行われた『ゲーメスト』読者の人気投票によるゲーメストムック『ザ・ベストゲーム』では50位を獲得している[16]。

- 1998年にそれまで発売されていたアーケードゲーム全てを対象に行われたゲーメスト読者の人気投票によるゲーメストムック『ザ・ベストゲーム2』では、「これまでの『セガ体感ゲームシリーズ』で培われたノウハウが余すことなく注ぎ込まれた、いわばサラブレッドである」、「プレイヤーの操作に合わせて横方向360度に高速で回転する超大型筐体や、それまでの常識を覆す左右に配置された操縦桿とスピードスロットルの操作系はまさに斬新という言葉が似合う」、「純粋な『体感ゲームシリーズ』としての頂点をギャラクシーフォースIIで極めたセガは、これ以降大型で派手な稼働筐体で表現する『体感』から、バーチャルリアリティに根ざした『内面の体感』の表現へと進化していく。それは数年後にバーチャレーシングや、バーチャファイターといった『バーチャシリーズ』として結実することとなる」、「（本作は）こうした時代の転換期において、その頂点に位置した記念碑的作品でもある」と紹介されている[17]。

メガドライブ版
ゲーム誌『ファミコン通信』の「クロスレビュー」では合計で21点（満40点）、ゲーム誌『メガドライブFAN』の読者投票による「ゲーム通信簿」での評価は以下の通りとなっており、17.33点（満30点）となっている。
| 項目 | キャラクタ | 音楽 | 操作性 | 熱中度 | お買得度 | オリジナリティ | 総合  |
| 得点 | 3.07       | 3.12 | 2.77   | 2.79   | 2.65     | 2.93           | 17.33 |

## 備考
- 旧来のセガファンであるマイケル・ジャクソンが来日しセガ本社を訪問した際に、本作の大型筐体版をプレゼントされたという逸話がある[18]。
なお、マイケルは2009年に膨大な家財品をリアルオークションに出品した[19]際、このオークション品中にギャラクシーフォースの筐体も含まれていた。ただし、この筐体が当該の品そのものかどうかは不明。最終的にこのオークションは諸般の事情で取り下げられ、数ヵ月後マイケルは逝去した。
- フジテレビで放送されているクイズ番組『ネプリーグ』（2005年 - ）では、「ファイブツアーズ」というこのゲームのシステムを基にしたシーンがある[要出典]。
- 現在、セガ社が管理する筐体で現存するものは、国内では同社の業務用ゲーム機製造部門に保管されている実機（デラックス筐体）[20]が唯一と言われている。北海道北の京芦別のゲームコーナーに非稼動のSDX筐体が2009年頃まで静態保存されており、この筐体は現在業者経由で入手した個人の管理下にあるとのこと[21]。
- 数多くの移植版を手がけたCSK/CRIが開発資料として確保した筐体はアップライト版である。
- 量産品としては、コントロールスティックがサイドスティック配置の体感ゲーム機はこれのみである。
- メガドライブ用ソフト『スーパー大戦略』（1989年）では、同社の『アフターバーナー』（1987年）、『サンダーブレード』（1987年）、また『ザ・スーパー忍』（1989年）を「忍部隊」の隠しユニットとして、一緒に登場させている。